# Chronologie du bassin minier du Nord-Pas-de-Calais
La chronologie du bassin minier du Nord-Pas-de-Calais s'étend sur cinq siècles et sur un territoire qui correspond à l'actuel Nord-Pas-de-Calais.

## XVIIesiècle

### Années 1660
Bien que plusieurs hypothèses plus tardives existent, la plus probante est qu'un agriculteur découvre la houille en affleurement à Hardinghen et Réty en labourant son champ avec sa charrue en 1660. 